# Bernd Mühle
Bernd Mühle (* 5. März 1954 in Görlitz-Biesnitz) ist ein ehemaliger deutscher Hochspringer.
Bei den Leichtathletik-Halleneuropameisterschaften 1978 in Mailand wurde er Achter.
1975 wurde er bei den Deutschen Meisterschaften Dritter.
Bernd Mühle startete für den USC Mainz. Von 2001 bis 2012 leitete er die Leichtathletikabteilung dieses Vereins.
Er war Finanzreferent des Allgemeinen Deutschen Hochschulsportverbandes (ADH). Zwischen September und Dezember 2012 war er Generalsekretär des Allgemeinen Deutschen Hochschulsport. 

## Persönliche Bestleistungen
- Hochsprung: 2,18 m, 22. Mai 1976, Sindelfingen
  - Halle: 2,22 m, 21. Januar 1978, Mainz